# Universo Treviso Basket
Universo Treviso Basket ist ein italienischer Basketballverein aus Treviso, der in der Serie A spielt.

## Geschichte
Der Verein wurde 2012 nach dem Rückzug von Benetton Treviso aus dem Profibereich als Treviso Basket 2012 gegründet. Nach zwei Spielzeiten im Amateurbereich, in denen auch einige ehemalige Spieler von Benetton Treviso für den neuen Verein spielten, erwarb man für die Saison 2013/14 die Lizenz für die zweithöchste italienische Spielklasse die Serie A2. Mit der Rückkehr in den Profibereich nahm der Verein den Universo Treviso Basket an. Bereits in der ersten Spielzeit 2014/15 in der Serie A2 Silver belegte man den ersten Platz in der Hauptrunde, schied aber in den Play-offs bereits im Viertelfinale aus. Auch in den folgenden Spielzeiten gelang jeweils der Einzug in Play-offs auch wenn der Einzug in das Finale um den Aufstieg in die Serie A verwehrt blieb.
In der Saison 2018/19 gelang nicht nur der erste Titelgewinn in der Vereinsgeschichte mit dem Gewinn des in Serie A2 und Serie B ausgetragenen Pokalwettbewerbs Coppa Italia Lega Nazionale Basket, sondern auch der sportliche Aufstieg in die Serie A nachdem man das Play-off-Finale gegen Orlandina Basket 3:0 für sich entscheiden konnte.

## Halle
Der Klub trägt seine Heimspiele in der 5.344 Plätze umfassenden PalaVerde aus.

## Namensgeschichte
Der Verein tritt seit seiner Gründung mit folgenden Hauptsponsorennamen auf:
- De’Longhi Treviso (2012–2021)
- NutriBullet Treviso (seit 2021)

## Erfolge
- Coppa Italia Lega Nazionale Basket: 2019